# دانشگاه علمی کاربردی دهلران
دانشگاه علمی کاربردی دهلران از واحدهای دانشگاه علمی کاربردی است که در شهر مرزی دهلران در استان ایلام قرار دارد.این دانشگاه در ابتدا ۷ رشته تحصیلی ارئه می‌کرد.که پس از آن به ۹ رشته و در سال ۱۳۹۲ به ۱۲ رشته رسید.از این رشته‌ها ۱۰ رشته در مقطع کاردانی و ۲ رشته در مقطع کارشناسی قرار دارند.نزدیک به ۱۰۰۰ نفر در این دانشگاه مشغول به تحصیل می باشند.